# Richard Mant
Richard Mant (12 février 1776 - 2 novembre 1848)  est un homme d'église anglais qui devient évêque en Irlande. Il est un écrivain prolifique, son œuvre majeure étant une histoire de l'Église d'Irlande .

## Biographie
Il est né à Southampton  où son père Richard Mant est directeur de l'école King Edward VI. Il fait ses études au Winchester College et au Trinity College d'Oxford où il entre en 1793. Sa sœur cadette est l'écrivaine Alicia Catherine Mant. Son grand-père maternel est le savant Joseph Bingham. Il devient fellow du Collège en 1794, obtenant son baccalauréat en 1797 et devient membre de l'Oriel College en 1798, poste qu'il occupe jusqu'en 1804 .
Mant est ordonné dans l'Église d'Angleterre, titulaire d'un poste de curé à Southampton en 1802. Il est nommé au presbytère de Coggeshall, Essex en 1810 et en 1811, il devient conférencier Bampton. En 1816, il est nommé recteur de St Botolph's, Bishopsgate, et en 1820 devient évêque de Killaloe et Kilfenora, en Irlande. En 1823, il est transféré à Down et Connor, et à partir de 1842 est l'évêque de Down, Connor et Dromore lorsque les deux diocèses s'unissent .
Richard Mant est décédé à Ballymoney, en Irlande, le 2 novembre 1848 .

## Œuvres
En 1808, Mant publie The Simpliciad, un poème satirique qui parodie Poems, in Two Volumes (1807) de William Wordsworth. Il donne des notes reliant ses parodies aux originaux . Il vise aussi les autres Lakistes, Robert Southey et Samuel Taylor Coleridge, avec To a Young Ass de Coleridge utilisé pour taquiner le groupe dans son ensemble .
Les hymnes antiques de Mant du bréviaire romain  (1837) sont l'une des premières collections d'hymnes latins traduits en anglais. Il appartient à un groupe de traducteurs revivalistes d'hymnes latins, avec John Chandler (1806–1876) et Isaac Williams. John Ellerton commente son bon goût, mais discerne également un manque de compréhension du groupe d'hymnes qu'il manipule . Les Psaumes dans une version métrique anglaise  (1824) sont influencés par les théories de la poésie biblique de Robert Lowth, les psaumes devenant des "odes raides et majestueuses" selon John Julian .
Il écrit aussi :
- Un commentaire biblique écrit avec George D'Oyly
- Histoire de l'Église d'Irlande (1839-1841; 2 vol. ).
- Un appel à l'Évangile (1812), Bampton Lectures.

## Famille
Mant épouse Elizabeth Wood (décédée le 2 avril 1846), d'une famille du Sussex, le 22 décembre 1804 et ont Walter Bishop Mant, un autre fils et une fille .